# Brothers (2009)
Brothers is een Amerikaanse dramafilm uit 2009 onder regie van Jim Sheridan. De film is een remake van de Deense film Brødre uit 2004. De hoofdrollen worden vertolkt door Tobey Maguire, Jake Gyllenhaal en Natalie Portman.

## Verhaal
Sam Cahill is getrouwd met Grace, vader van twee dochters, en is officier bij de marinekorps. Zijn oudere broer Tommy is een crimineel die net een paar dagen voorwaardelijk is vrijgelaten nadat hij onlangs is gearresteerd wegens een gewapende overval. Sam wordt ten strijde gestuurd in Afghanistan, waarna hij wordt gevangengenomen door de Taliban en vervolgens wordt dood verklaard. Na de verdwijning van zijn broer begint Tommy Grace en haar dochters te helpen, in een poging hun leven weer op de rails te krijgen. Onverwacht keert Sam getraumatiseerd en rusteloos terug naar huis. Nu de dynamiek in het huis verandert, zullen de broers te maken krijgen met liefde, loyaliteit en de vrouw tussen hen in.

## Rolverdeling
- Tobey Maguire - Capt. Sam Cahill
- Jake Gyllenhaal - Tommy Cahill
- Natalie Portman - Grace Cahill
- Sam Shepard - Hank Cahill
- Mare Winningham - Elsie Cahill
- Bailee Madison - Isabelle Cahill
- Taylor Geare - Maggie Cahill
- Patrick Flueger - Private Joe Willis
- Clifton Collins jr. - Major Cavazos
- Carey Mulligan - Cassie Willis
- Omid Abtahi - Yusuf
- Navid Negahban - Murad
- Ethan Suplee - Sweeney